# Sint-Paulusgasthuis

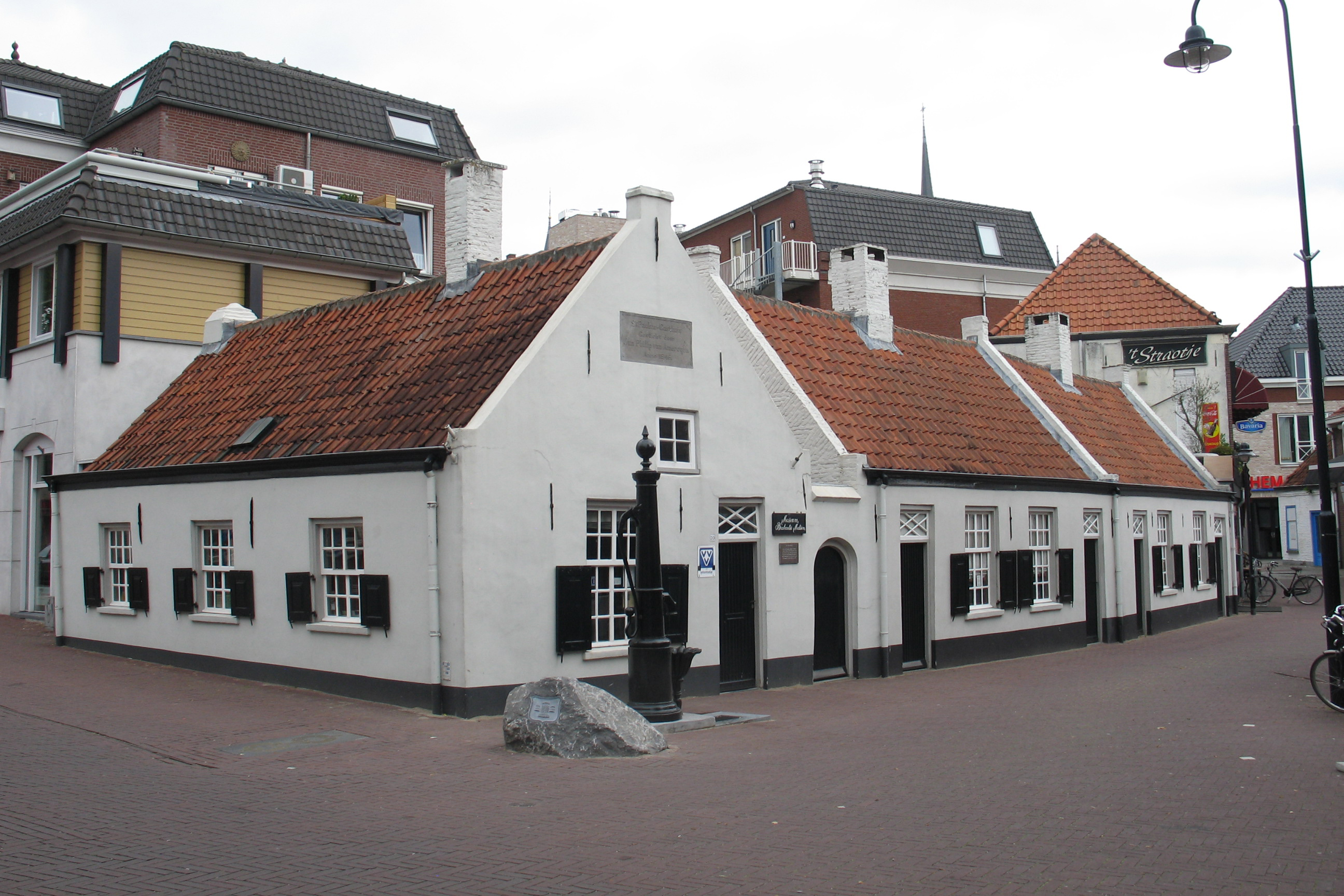
Sint-Paulusgasthuis

Het Sint-Paulusgasthuis is een voormalig gasthuis gevestigd in het Noord-Brabantse Sint-Oedenrode. Dit gasthuis, opgericht in de vijftiende eeuw, werd tot 1972 bewoond door arme en alleenstaande vrouwen. Sinds de achttiende eeuw is het gasthuis in bezit van de gemeente Sint-Oedenrode, sinds 1 januari 2017 opgegaan in gemeente Meierijstad. Tegenwoordig zijn de plaatselijke VVV en het Museum van Brabantse Mutsen en Poffers er gevestigd. Het Sint-Paulusgasthuis is een van de 39 rijksmonumenten die het dorp Sint-Oedenrode rijk is.

## Geschiedenis

### Oorsprong
Hoewel op de gevelsteen uit 1923 vermeld staat dat het Sint-Paulusgasthuis in 1546 gesticht is door Jan Philip van Ameroyen, blijkt het gebouw in werkelijkheid ruim honderd jaar ouder te zijn. Later onderzoek wees namelijk uit dat het gasthuis niet, zoals de onderzoekscommissie in 1908 concludeerde, gesticht is door Van Ameroyen, maar door de edelman Jan die Swert en diens vrouw Jutte van Erp. Het is onbekend hoe oud het gasthuis exact is, maar aangezien het in 1435 voor het eerst genoemd werd in de Bossche schepenprotocollen en Van Erp in 1433 overleed, moet het gasthuis rond 1430 gebouwd zijn.

### Het gasthuis
In de vijftiende eeuw was het gebruikelijk dat kinderloze echtparen als Die Swert-Van Erp een deel van hun bezittingen ter beschikking stelde aan liefdadigheid. In dit geval werd gekozen voor een gasthuis: zeven woningen bestemd voor arme, alleenstaande vrouwen – voorwaarde was dat deze vrouwen van onbesproken gedrag waren. Deze bewoonsters werden onderhouden door de opbrengsten van de boerenhoeve die onderdeel uitmaakte van het Sint-Paulusgasthuis.

### Het gasthuis door de eeuwen heen
Van de oorspronkelijke woningen, met hun strooien dak en lemen wanden, is niets meer over. In 1744 werden de woningen gerenoveerd door de gemeente Sint-Oedenrode, die het gasthuis inmiddels in zijn bezit had gekregen. Bij deze renovatie werden voor het eerst stenen gebruikt – zestig jaar later volgden pannendaken. In 1779 werd het gasthuis uitgebreid met twee woningen en in 1829 en 1957 volgden nieuwe uitbreidingen. Na die laatste uitbreiding bereikte het aantal bewoonsters een hoogtepunt: dertien. Van deze dertien vrouwen genoten er echter slechts zeven volledige verzorging – de overige zes kregen werd enkel gratis onderdak geboden. In 1908 raakte het gasthuis zeven verblijven kwijt: zes woningen werden afgebroken wegens ernstige slijtage en drie verblijven werd omgebouwd tot twee woningen. In de tweede helft van de twintigste eeuw verloor het gasthuis zijn functie: door tal van nieuwe sociale voorzieningen was dergelijke armenzorg niet meer nodig en dus werd het gasthuis in 1966 opgeheven. De laatste bewoonster vertrok echter pas in 1971.

### Na het gasthuis
Nadat de laatste bewoonster vertrokken was, werd het complex in 1974 en 1975 gerestaureerd. In die jaren werd ook de Stichting tot beheer van het Sint-Paulusgasthuis opgericht. Deze Stichting was een samenwerking tussen de gemeente Sint-Oedenrode, de VVV, en de heemkundige kring De Oude Vrijheid. De eerste partij, de gemeente, was en is nog altijd de eigenaar van het Sint-Paulusgasthuis. De tweede partij, de VVV, heeft twee vertrekken ingericht als toeristisch bureau, en De Oude Vrijheid heeft vier verblijven omgebouwd tot museum. In dit museum, het Museum van Brabantse Mutsen en Poffers, is een collectie Brabantse klederdrachtmutsen te bezichtigen. De binnenplaats van het complex is ingericht als kruidentuin.
In 2000 onderging het Sint-Paulusgasthuis een renovatie. In 2015 werd het gebouw wederom gerestaureerd.

## Trivia
- Het Sint-Paulusgasthuis is gelegen aan de driesprong Heuvel, Kofferen en Hertog Hendrikstraat; het prille begin van het vroegere dorp Rode, voorloper van Sint-Oedenrode
- Op een van de hoeken van het Sint-Paulusgasthuis staat een oude dorpspomp. Deze dorpspomp kwam in 1875 ter vervanging van een waterput.

## Bron
W. Heesters, ‘Museum Sint-Paulusgasthuis’, Heemschild 10/1 (1976).